# Laura Peel
Laura Peel (Canberra, 29 september 1989) is een Australische freestyleskiester, gespecialiseerd op het onderdeel aerials. Ze vertegenwoordigde haar vaderland op de Olympische Winterspelen 2014 (Sotsji) en op de Olympische Winterspelen 2018 in (Pyeongchang).

## Carrière
Bij haar wereldbekerdebuut, in januari 2011 in Mont Gabriel, scoorde Peel direct haar eerste wereldbekerpunten. Op de wereldkampioenschappen freestyleskiën 2011 in Deer Valley eindigde ze als elfde op het onderdeel aerials. In februari 2011 behaalde de Australische in Minsk haar eerste toptienklassering in een wereldbekerwedstrijd. Een jaar haar na haar debuut stond ze in Mont Gabriel voor de eerste keer op het podium van een wereldbekerwedstrijd. Op 17 februari 2012 boekte ze in Kreischberg haar eerste wereldbekerzege. In Voss nam de Australische deel aan de wereldkampioenschappen freestyleskiën 2013, op dit toernooi eindigde ze als achtste op het onderdeel aerials. Tijdens de Olympische Winterspelen van 2014 in Sotsji eindigde Peel als zevende op het onderdeel aerials.
Op de wereldkampioenschappen freestyleskiën 2015 in Kreischberg veroverde de Australische de wereldtitel op het onderdeel aerials. In de Spaanse Sierra Nevada nam ze deel aan de wereldkampioenschappen freestyleskiën 2017. Op dit toernooi lukte het haar niet om met succes haar titel te verdedigen, ze eindigde als achtste op het onderdeel aerials. Tijdens de Olympische Winterspelen van 2018 in Pyeongchang eindigde Peel als vijfde op het onderdeel aerials.
Op de wereldkampioenschappen freestyleskiën 2019 in Park City eindigde de Australische als vierde op het onderdeel aerials. Samen met Brittany George en David Morris eindigde ze als zevende in de landenwedstrijd aerials.

## Resultaten

### Olympische Spelen
| Jaar | Plaats      | Resultaten |
| ---- | ----------- | ---------- |
| 2014 | Sotsji      | 7e Aerials |
| 2018 | Pyeongchang | 5e Aerials |

### Wereldkampioenschappen
| Jaar | Plaats        | Resultaten                 |
| ---- | ------------- | -------------------------- |
| 2011 | Deer Valley   | 11e Aerials                |
| 2013 | Voss          | 8e Aerials                 |
| 2015 | Kreischberg   | Aerials                    |
| 2017 | Sierra Nevada | 8e Aerials                 |
| 2019 | Park City     | 4e Aerials 7e Aerials team |

### Wereldbeker
Eindklasseringen
| Seizoen   | Algm | AE    |
| --------- | ---- | ----- |
| 2010/2011 | 55e  | 17e   |
| 2011/2012 | 11e  | 4e    |
| 2012/2013 | 17e  | 4e    |
| 2013/2014 | 33e  | 9e    |
| 2014/2015 | 30e  | 8e    |
| 2016/2017 | 27e  | 6e    |
| 2017/2018 | 41e  | 7e    |
| 2018/2019 | 14e  | Brons |
| 2019/2020 | 5e   | Goud  |

Wereldbekerzeges
| Datum            | Plaats                | Onderdeel |
| ---------------- | --------------------- | --------- |
| 17 februari 2012 | Kreischberg           | Aerials   |
| 2 maart 2019     | Shimao Lotus Mountain | Aerials   |
| 22 februari 2020 | Minsk                 | Aerials   |
| 8 maart 2020     | Krasnojarsk           | Aerials   |
| 4 december 2020  | Ruka                  | Aerials   |
| 16 januari 2021  | Jaroslavl             | Aerials   |